# Западинка
Запа́динка (Запа́динці) — історична місцевість, урочище у м. Києві, одна з шістьох київських «Лисих гір».
Розташована вздовж Западинської вулиці та початкового відрізку проспекту Європейського Союзу (парний бік).
Вперше назва зафіксована у XIX століття як Западинські гори (Западинські піщані гори) (назва від характеру місцевості — наявності западин — пологих круглих або овальних котловин). Фігурувала також як
Западинські гори, Западинські піщані гори, Лиса гора, що зумовило паралельну назву сучасної Западинської вулиці — Лисогірська. Западинський струмок, що починався біля Западинської вулиці та, перетинаючи Пріорку, впадав у р. Курячий Брід, нині у
колекторі.
З кінця XIX століття до 1950-х років 3ападинка забудовувалася приватними оселями. Стару забудову і дрібно-бугровий рельєф місцевості ліквідовано у 1984—1985 роках, а на її місці збудовано один з мікрорайонів жилмасиву Виноградар.
Крім згаданої Западинської вулиці назву 2-а і 3-а Западинська вулиця до 1955 року мали Квітникарська вулиця в Западинський провулок (ліквідовані разом із забудовою). Назву Новозападинська вулиця до 1955 року мала вулиця Пріорська на Пріорці.

## Інші «Лисі гори» Києва

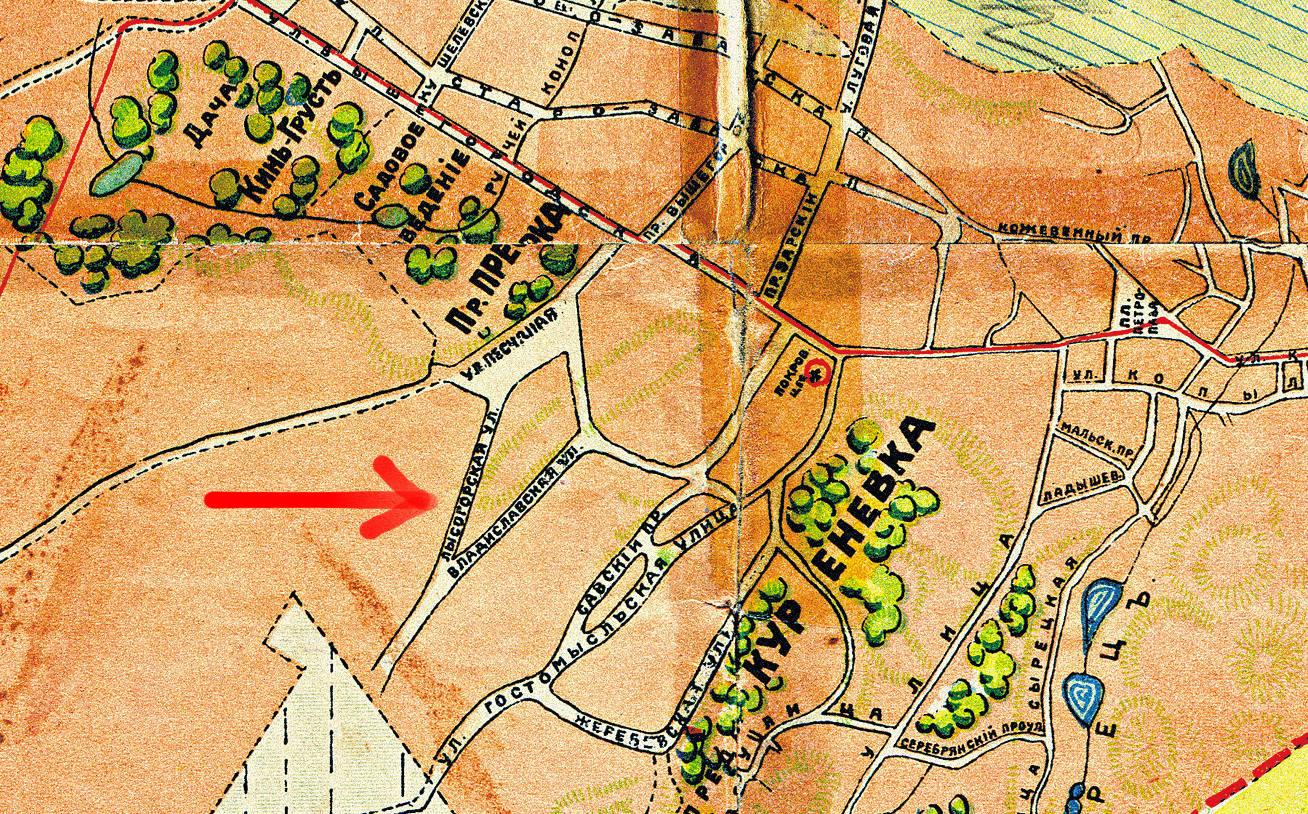
Западинка на мапі 1912 р. (позначена червоною стрілкою). Жовтою лінією правіше Западинською вулиці позначений пагорб (мапа орієнтована на схід).

Згідно з кратким топонімічним словником «Київ», назву «Лиса гора» у Києві мали усього шість підвишень. Окрім Лисої гори у Западинці описаної у даній статті, це також були: 
1. Лиса гора (Дівич-гора) біля Теличці у гирлі Либеді.
2. Чортове або Хрещатицьке Беремище на території парку Володимирська гірка (на схилі Михайловської гори).
3. інша назва Юрковиці.
4. піщане підвищення між Чортороєм і селищем Троєщина та Вигурівщиною на лівому березі Києва.
5. неіснуюче зараз піщане підвищення на Верхній Солом'янці біля Либеді[1].